# ماهیندرا ایکس‌یووی۵۰۰
ماهیندرا XUV 500 یک خودروی SUV سایز متوسط است که به وسیلهٔ کمپانی خودروسازی هندی ماهیندرا و ماهیندرا تولید می‌شود. این خودرو توسط کمپانی مذکور و در شهر چنای هند طراحی و توسعه یافت. این اولین محصول ماهیندرا بود که بر روی شاسی یکپارچه یا Monocoque ساخته شد.
ماهیندرا XUV500اولین بار در سپتامبر ۲۰۱۱ رونمایی شد و در ژوئن ۲۰۱۲ در ۱۹ شهر هند فروش آن شروع شد. به سبب رشد فروش؛ کمپانی تصمیم گرفت تا تولید خود را تا سپتامبر همان سال تا ۵۰۰۰ دستگاه در سال افزایش دهد. XUV 500 در کشورهای جنوبی قاره آفریقا شناخته شده تر از سایر کشورهاست.

## مدل
این خودرو در دو مدل عرضه شده‌است:
- W8
- W6

مدل W6 چهار چرخ متحرک است ولی مدل W8 قابل تغییر است و می‌تواند فقط دو چرخ متحرک نیز عمل کند.